# Высокое (Кегичёвский район)
Высо́кое, до 2016 года Артёмовка — село, Шляховский сельский совет,
Кегичёвский район, Харьковская область.
Код КОАТУУ — 6323186003. Население по переписи 2001 года составляет 374 (190/184 м/ж) человека.

## Географическое положение
Село Атёмовка находится на расстоянии в 1 км от села Козачьи Майданы, в 2-х км — село Шляховое.
По селу протекает пересыхающий ручей, один их истоков реки Вшивая.
В селе несколько прудов.

## История
- 1876 — дата основания.
- После гибели основателя ДКР Артёма (Сергеева) село было переименовано в Артёмовку.

## Экономика
- Молочно-товарная ферма.
- Рядом с селом проходит газопровод «Союз».

## Объекты социальной сферы
- Школа.

## Достопримечательности
- Братская могила советских воинов.